# Anacropora forbesi
Anacropora forbesi är en korallart som beskrevs av Ridley 1884. Anacropora forbesi ingår i släktet Anacropora och familjen Acroporidae. IUCN kategoriserar arten globalt som livskraftig. Inga underarter finns listade i Catalogue of Life.